# Commission des Nations unies pour la Corée

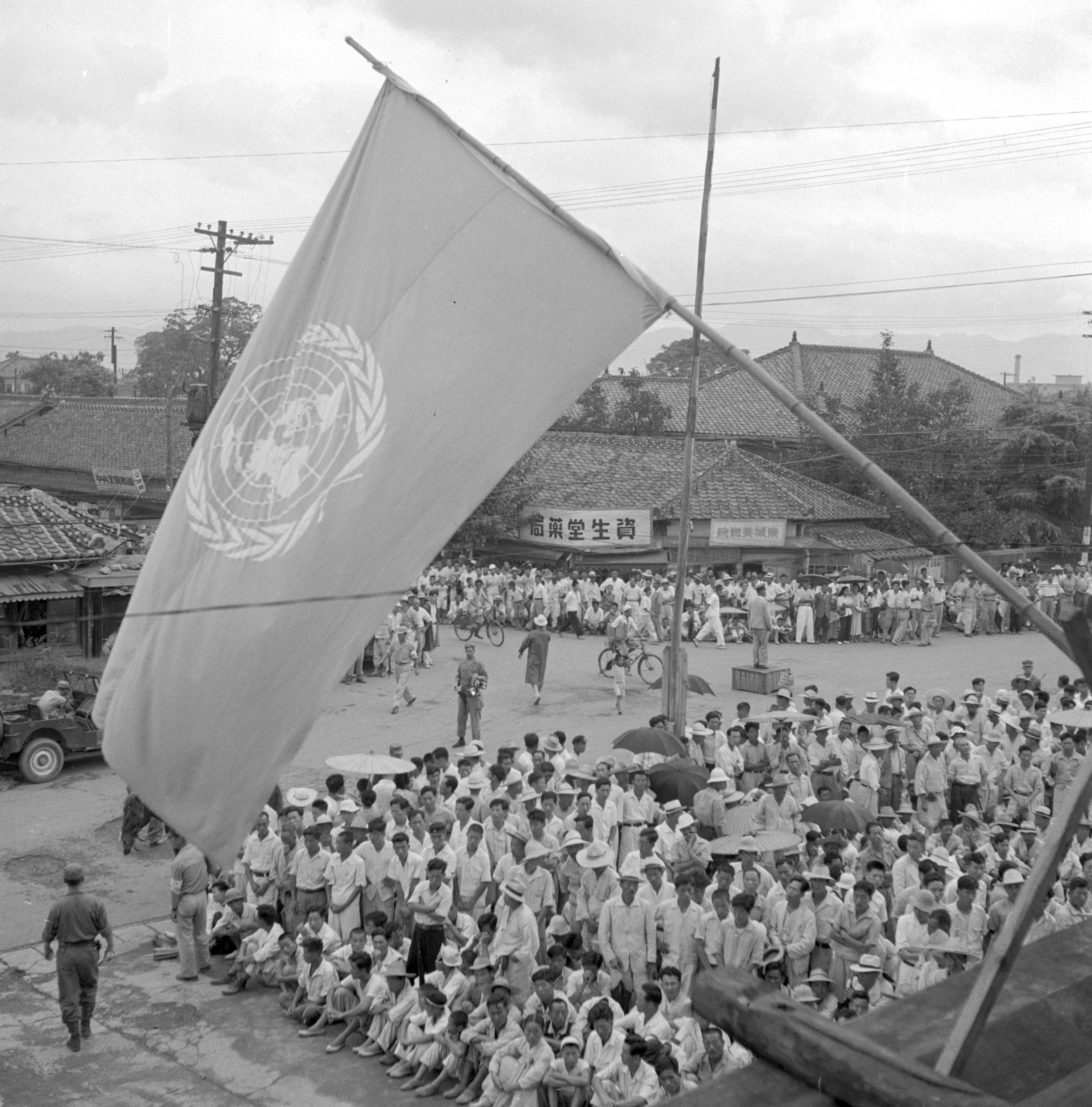
Après le début de la guerre, la première réunion de la Commission des Nations Unies pour la Corée se tient au centre culturel de Daegu.

La Commission des Nations unies pour la Corée (UNCOK) est créée en 1948 par les Nations unies pour examiner la situation de la Corée. C'est après la Seconde Guerre mondiale que la péninsule est divisée entre un nord occupé par les Soviétiques et un sud non communiste. L'objectif de l'UNCOK est d'organiser le retrait des troupes étrangères et la réunification pacifique de la péninsule. Lors du début de la Guerre de Corée en 1950, l'UNCOK est remplacée par le Commandement des Nations unies en Corée.

## Composition

### Comités spéciaux
Délégués :
- Syrie : 
  - Zeki Djabi
  - Yashin Mughi

- Inde
  - V. K. Krishna Menon
  - Bahadur Singh
  - K. G. Nair

- Australie
  - F.S.B Peach [2]
  - R.J. Rankin [2]

- Canada
  - G. S. Patterson

- Salvador
  - Miguel Angela Pena Valle
  - Hugo Lindo (en)

- République de Chine
  - Liu Yu-Wan [3]
  - Wang Gung-Hsing
  - T. L. Ssetu

- Philippines
  - Melecio Arranz
  - Pufino Luna

- France
  - Olivier Manet [4]
  - Jean-Louis Paul-Boncour

- RSS d'Ukraine : Non représentée

### Bureau
- Petrus Johannes Schmidt (secrétaire général)
- Bertil Renborg (secrétaire général) [5]
- Ian F. G. Milner (secrétaire principal adjoint)
- Victor Hoo, Hu Shih-Tse (Secrétaires général adjoint)
- Marc Schreiber (Conseiller juridique)

## Galerie

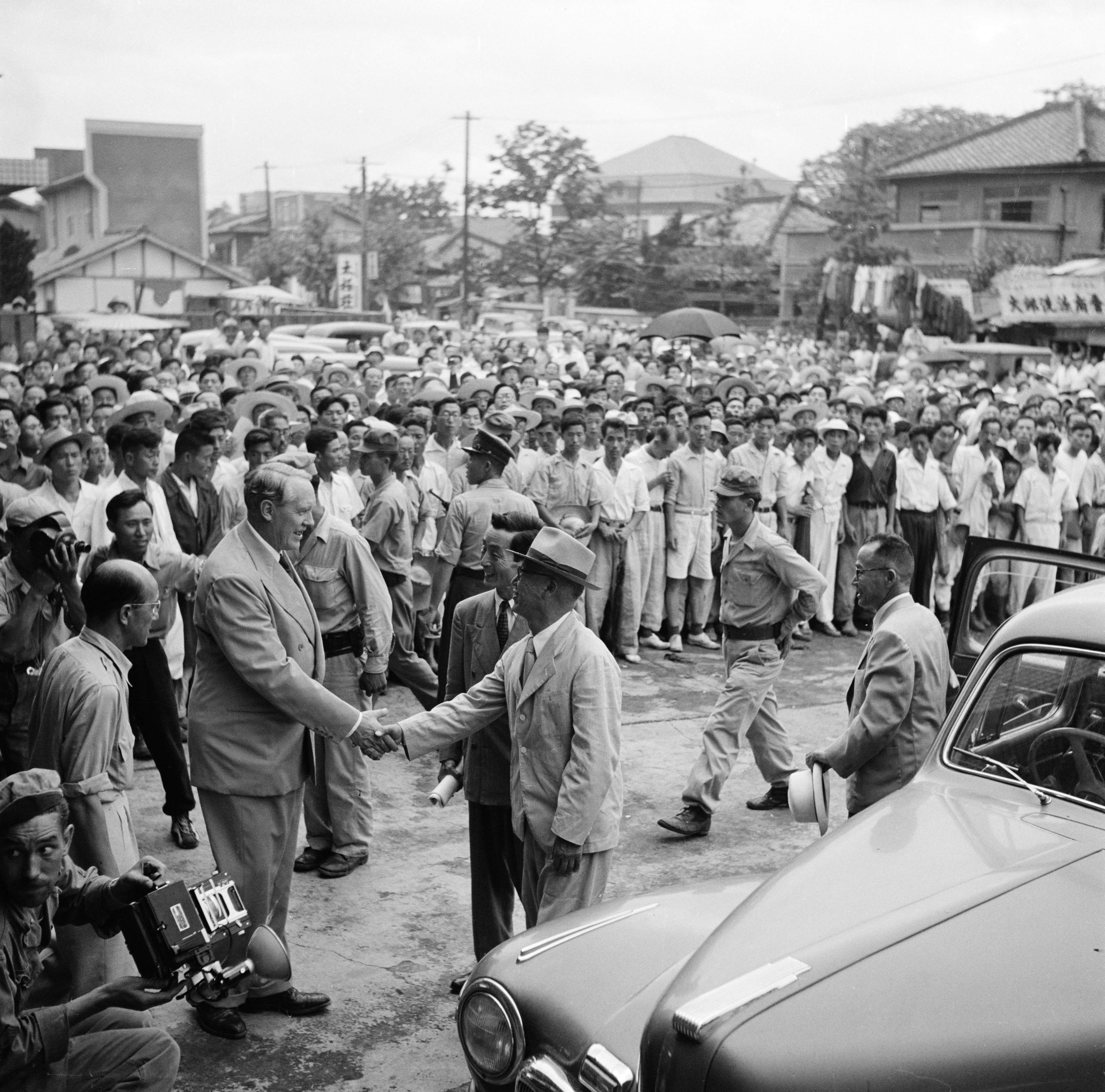
Bertil Renborg, secrétaire général de l'UNCOK, serre la main du président sud-coréen Syngman Rhee.
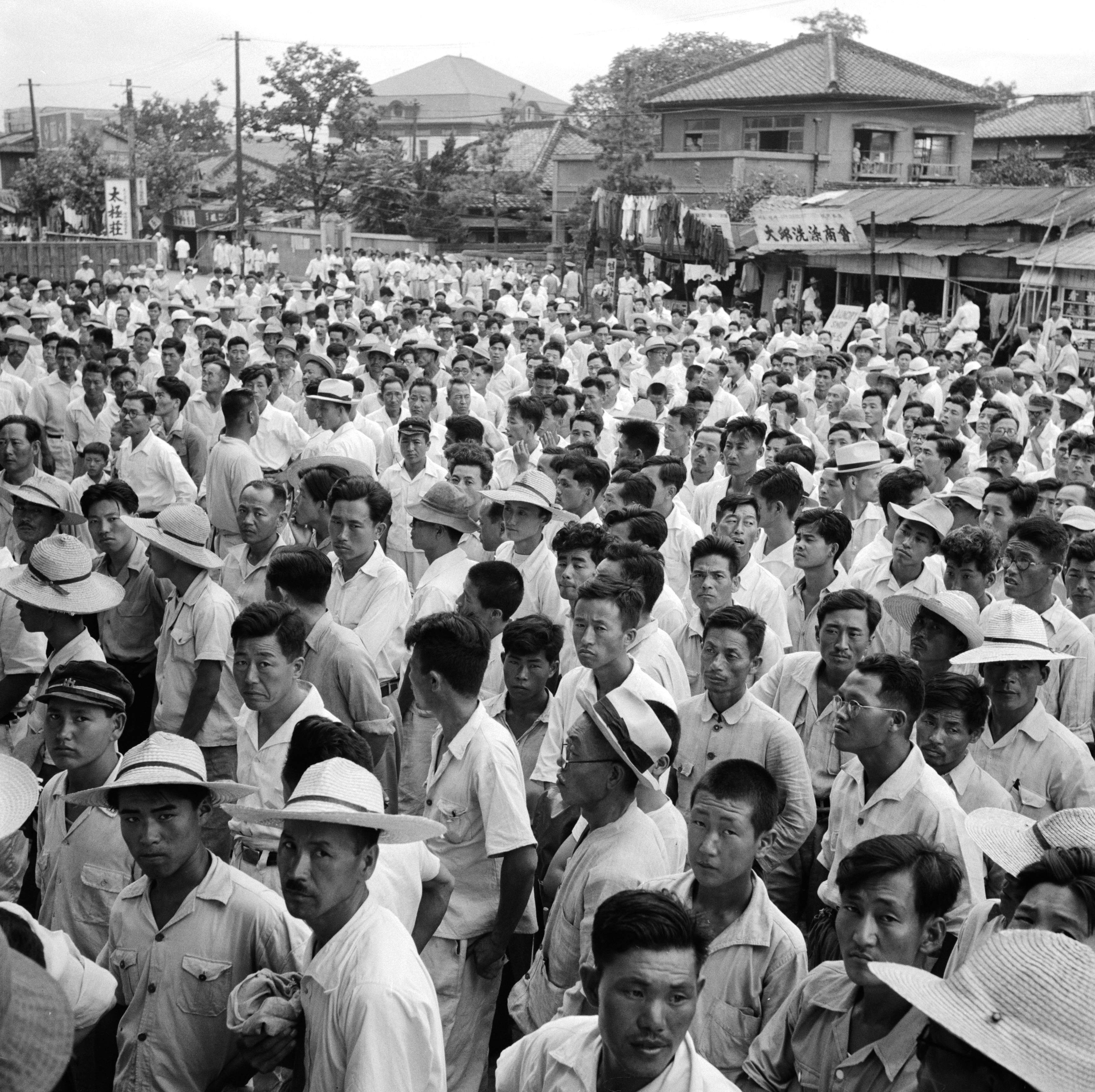
Une foule se rassemble pour assister à une réunion publique de l'UNCOK.